# Marcelo Mattos
Marcelo Mattos (Indiaporã, estado de São Paulo, 10 de febrero de 1984) es un futbolista brasileño. Juega de centrocampista y su actual equipo es el Botafogo de Futebol e Regatas del Campeonato Brasileño de Serie A.

## Trayectoria
Marcelo Mattos, que normalmente juega de centrocampista defensivo, empezó su carrera futbolística en las categorías inferiores del Mirassol FC. En 1999 pasa a formar parte de la primera plantilla del club.
En 2002 se marcha a Japón para jugar con el FC Tokyo, aunque a los pocos meses ficha por el Oita Trinita, con el que se proclama campeón de la segunda división japonesa.
En 2003 regresa a su país, donde ficha por el AD São Caetano. Con este equipo gana el Campeonato Paulista.
En 2005 ficha por el SC Corinthians. Ese mismo año conquista el título de Liga.
El 6 de julio de 2007 llega a Grecia, donde firma un contrato con su actual club, el Panathinaikos, equipo que tuvo que realizar un desembolso económico de 3,2 millones de euros para poder hacerse con sus servicios.
El 26 de agosto de 2009el Corinthians anuncia la cesión para una temporada

## Selección nacional
Aunque ha jugado con las categorías inferiores de la Selección de fútbol de Brasil todavía no ha debutado con la selección absoluta.
Participó con su selección en la Copa Mundial de Fútbol Sub-17 de 2001 disputada en Trinidad y Tobago. En este torneo Brasil no pudo pasar de cuartos de final, al caer derrotada por Francia (1-2). Marcelo Mattos disputó un total de tres partidos en la competición.

## Clubes
| Club          | País   | Año       |
| ------------- | ------ | --------- |
| Mirassol      | Brasil | 1999-2001 |
| FC Tokyo      | Japón  | 2002      |
| Oita Trinita  | Japón  | 2002      |
| São Caetano   | Brasil | 2003-2004 |
| Corinthians   | Brasil | 2005-2007 |
| Panathinaikos | Grecia | 2007-2009 |
| Corinthians   | Brasil | 2009-2010 |
| Botafogo      | Brasil | 2010-     |

## Palmarés
- 1 J2 League (Oita Trinita, 2002)
- 1 Campeonato Paulista (São Caetano, 2004)
- 1 Liga brasileña (SC Corinthians, 2005)